# Pædagogisk filosofi
 Denne artikel omhandler det filosofiske grundlag for pædagogikken. For den pædagogiske tilgang, se Filosofisk pædagogik.
Pædagogisk filosofi er den del af fagfilosofien, som forholder sig til det pædagogiske felt. Den pædagogiske filosofi er således en teoretisk fagdisciplin, som analyserer det filosofiske rum i pædagogikken. Disciplinen undersøger herunder pædagogikken karakter, formål og metoder samt pædagogikkens rolle i at forme individer og samfundet som helhed.
På engelsk betegner man almindeligvis pædagogisk filosofi som philosophy of education.

## Emneområde
Fokus er grundlæggende spørgsmål om dannelse, uddannelse, demokrati, undervisning, individets selvforståelse, normativitet samt opdragelse og barndom, såvel som viden, erkendelse, læring, argumentation og fx magt, køn og naturfilosofi.
Den pædagogiske filosofi undersøger således ikke blot menneskets forhold til sig selv, men ligeså forholdet mellem individ og (om)verden. Den pædagogiske filosofis historie strækker sig fra oldtiden og frem til i dag.
Den pædagogiske filosofi opererer på tværs af flere discipliner inden for filosofien: Man beskæftiger sig således med kropsfænomenologi (eksempelvis Hermann Schmitz), erkendelsesteori, etik (eksempelvis: Aristoteles, Immanuel Kant, K.E Løgstrup, Emmanuel Levinas) og samfundsteori (eksempelvis: Hal Koch, Platon, Rousseau).

## Pædagogisk filosofi i Danmark
I Danmark figurerer pædagogisk filosofi som et selvstændigt kandidatstudie og forskningsfelt ved DPU på Aarhus Universitet. Her findes også tidsskriftet Studier i pædagogisk filosofi.
Nikolai Frederik Severin Grundtvig (1783-1872) var en dansk forfatter, teolog, digter, filosof, historiker, præst ved Vartov i København, titulærbiskop, filolog, skolemand og politiker. Han lægger navn til grundtvigianismen og var en af initiativtagerne til folkehøjskolen. Grundtvig mente, at undervisningen ikke skulle bygges på bøgerne men på det levende talte ord. Undervisningens indhold skulle være "historisk-poetisk", og skolen for livet skulle blive til i mødet mellem lærer og elev.
Johan Nicolai Madvig(1804-1886) var en dansk klassisk filolog og politiker.Hans dannelsestanker var et forsøg på at forene den klassiske historiske dannelse med den moderne, både sproglige, nationale og naturvidenskabelige dannelse.
Knud Ejler Løgstrup (1905-1981) var berømt teolog og filosof, og han holdt i 1981 en forelæsning med titlen “Skolens formål”, hvor han mente, at skolens opgave var at oplyse tilværelsen. Det betød, at skolens formål ikke kun var forberedelse til arbejdsmarkedet.

Filosoffen Knud Grue-Sørensen fik også en væsentlig betydning for området. Han blev d.phil. på afhandlingen Studier over Refleksivitet. Han var professor i pædagogik ved Københavns Universitet 1955-1974. Han udgav flere værker, hvor kan skrev om pædagogik, pædagogisk filosofi og teoretisk pædagogik . Grue-Sørensen definerer dannelse på følgende måde : 
Dannelse betegner den proces gennem hvilken en person under indflydelse af ydre, i hovedsagen pædagogiske, sociale og kulturelle påvirkninger antager en bestemt beskaffenhed – desuden resultatet af denne proces, den omtalte beskaffenhed selv.
Peter Kemp var teolog og fremsatte ideer, hvor han kiggede på verdensborgerskab og kritiserede tidens halvdannelse. Han var professor i pædagogisk filosofi og institutleder ved Danmarks Pædagogiske Universitet. Kemp var en kendt samfundsdebattør indenfor uddannelses- og skolepolitik.
Af nyere navne kan nævnes Pia Rose Bowadt. Hun har såvel kigget generelt på pædagogisk filosofi som specielt på livsduelighed. Anne-Marie Eggert Olsen har også gjort sig særligt gældende. Hun har til gengæld kigget på Platons pædagogiske filosofi, som hun skrev en doktorafhandling og lavet en bog om. Et andet navn er Merete Wiberg, der har kigget på normativitet. Det har blandt andet været gennem fokus på etik og myndighed i folkeskolen. Andre danske kvinder på området er Kirsten Hyldgaard og Mia Skjold Tvede Henriksen.
Alexander von Oettingen har både kigget indgående på Knud Grue-Sørensens pædagogiske forfatterskab, dannelse og pædagogiske tænkere. De emner har han lavet flere bøger omkring. Han er doktor i pædagogik og er en kendt stemme i debatten om skole og undervisning. Filosoffen Thomas Aastrup Rømer har desuden kigget undersøgende og opbyggeligt på pædagogiske forhold. Han har været en markant kritisk debattør om pædagogikkens udvikling. Et syn på den aktuelle udvikling findes i Rømers bog Pædagogikkens to verdener, der ser modsætningerne i pædagogikkens udvikling. Han kigger især på forholdet mellem konkurrencestat og traditionel pædagogik.
Filosoffen Jørgen Huggler har lavet flere skrifter om pædagogikkens filosofi og idehistorie. Herunder udarbejdede han skrifter om pædagogik i forhold til køn, magt og bæredygtighed. Han er dr. phil. på en afhandling om G. W. F. Hegel. Socialanalytikeren og filosoffen Lars Henrik Schmidt har blandt andet kigget på samfundsdiagnosticering i pædagogikkens fagområde, som han har lavet en bog om. Filosoffen Sune Frølund har især kigget filosofisk på naturens rolle i pædagogik og har udgivet flere bøger og artikler om emnet. Desuden har Brian Degn Mårtensson, Christian Aabroe og Morten Timmermann Korsgaard alle skrevet bøger inden pædagogisk filosofi, og der findes utallige andre danske repræsentanter som Per Jepsen, Asger Sørensen, Oliver Kauffmann, Benedicta Pecseli, Henrik Vase Frandsen og Carsten Fogh Nielsen samt flere andre.
Der er en stigende interesse i Danmark for at kigge på marxisme, køn og feminisme, natur og klima, identitetspolitik og postkolonialisme. Andre har blandt andet kigget videnskabsteori , bevidsthed, og den pædagogiske grundholdning.
I 2010 blev Pædagogisk Filosofisk Forening grundlagt i Danmark.

## Beslægtede områder
Faget pædagogisk filosofi er beslægtet med uddannelsesvidenskab, generel pædagogik, pædagogisk sociologi, pædagogisk antropologi og pædagogisk psykologi. Desuden med den filosofiske pædagogik og pædagogikkens idehistorie.

## Kvinder i pædagogisk filosofi
Der er kommet mere fokus på kvindelige filosoffer i pædagogisk filosofi: Helen Parkhurst (1886-1973) var en amerikansk pædagog, forfatter og underviser, der var grundlægger af progressiv uddannelsesfilosofi, der understregede udviklingen af "hele barnet." De senere år har Hannah Arendt fået opmærksomhed i pædagogisk filosofi. Hun mener, at pædagogikken skal formidle mellem det gamle og det nye. Disse tanker kommer til udtryk i artiklen “The Crisis in Education” fra 1954. Martha Nussbaum står for en mere liberal tilgang, der er baseret på antik filosofi. Hendes pædagogiske filosofi er udgivet i bogen Cultivating Humanity: A Classical Defense of Reform in Liberal Education fra 1997. Her bruger hun blandt andet liberalisme til at forsvare multikulturalisme og pædagogik med fokus på race, køn og seksualitet. Sue Knight er en australsk filosof, underviser og akademiker, hvis forskning fokuserer på at undervise i ræsonneringsevner og indarbejdning af filosofi i skolens læseplaner.
Tilstedeværelsen af kvinder gælder også inden for den danske pædagogiske filosofi, hvor Anne-Marie Eggert Olsen og Dorthe Jørgensen er vigtige kvindelige filosoffer. Anne-Marie Eggert Olsen blev doktor i pædagogisk filosofi på en afhandling om Platon med titlen At forandre verden. Afhandlingen er en læsning af Platons bog Staten, der perspektiveres til den pædagogiske filosofi. Dorthe Jørgensen skrev den pædagogisk filosofiske bog Nærvær og eftertanke. Mit pædagogiske laboratorium. Bogen er et resultat af eksperimenter med undervisning, der ansporer til fælles udforskning af spørgen. Andre vigtige kvindelige filosoffer på området i Danmark er Pia Rose Bowadt, Merete Wiberg og Kirsten Hyldgaard. Böwadt har blandt andet skrevet om livets pædagogik, pædagogik filosofi og livsduelighed. Hyldgaard har blandt andet skrevet om videnskabsteori . Wiberg har skrevet om normativitet i pædagogik. I nordisk sammenhæng kan også nævnes Marie Hållander, Claudia Schumann, Karin Gunnarsson og Lovisa Bergdahl.

## Særlige emner

### Køn
Køn er blevet et centralt emne for mange feministiske filosoffer som Jane Roland Martin, der mener, at uddannelse og pædagogik skal have et særligt fokus på køn. I Danmark har Jørgen Huggler været med til at redigere et temanummer af Studier i Pædagogisk Filosofi med titlen Gender. Her kigger forskellige skandinaviske forskere filosofisk på betydningen af køn i pædagogik og uddannelse.

### Pædagogik for farvede og personer med anden etnisk baggrund
Der er kommet en stigende interesse for sorte/farvede tilgange til pædagogisk filosofi .William Edward Burghardt Du Bois (1868–1963) bidrog for eksempel meget tidligt til en filosofisk forståelse af sortes situation i det amerikanske uddannelsessystem. Du Bois var en amerikansk sociolog, historiker, borgerretsforkæmper, forfatter og redaktør, der understregede nødvendigheden af, at videregående uddannelse inddrog sorte.

### Identitet og identitetspolitik
Der er voksende fokus på identitetspolitik og Linda Martin Alcoff er blandt de vigtige navne. Emnet har også fået en indflydelse på pædagogisk filosofi, blandt andet hos Deborah Youdell. Hun udgav bogen School Trouble: Identity, Power and Politics in Education i 2010. De senere år er nogle begyndt at tale om en egentlig identitetspædagogik. I Danmark har blandt andre Mette Buchardt og Clas Haas beskæftiget sig med retningen.

### Arven fra kolonitiden
Der er opstået flere perspektiver på pædagogik og uddannelse, der gør op med arven fra kolonitiden. Grundtanken er, at arven fra kolonialismen fortsat påvirker pædagogik og uddannelse i Vesten. Derfor må nye perspektiver gøre op med de historiske uretfærdigheder.
I Danmark er der opstået flere postkoloniale perspektiver på pædagogik, som blandt andet mener, at Danmarks fortid som kolonimagt skal inddrages.Flere danske forskere er optaget af strukturel racisme og postkolonial kritik i pædagogik og uddannelse.

### Natur
De senere år er der kommet mere interesse for at forstå den rolle, som den pædagogiske filosofi kan spille i forhold til at udvikle tilgange til pædagogik og uddannelse, der kan forandre forholdet til naturen. Det omfatter blandt andet interesse for klima, økologi, miljø, natur og bæredygtighed.
I Danmark har Sune Frølund og Jørgen Huggler spillet en særlig rolle ved at udgive artikler samt redigere antologier omkring blandt andet natur og pædagogik, natur i uddannelse, naturviden, miljøteori og pædagogik og bæredygtighed.

### Opdragelse og barndom
Opdragelse har været en væsentlig del af den pædagogiske filosofi siden antikken. Knud Grue-Sørensen har skrevet bogen Opdragelsens historie, der gennemgår opdragelsens historiske udvikling samt bogen Opdragelsens filosofi, der ser mere filosofisk på spørgsmålet om opdragelsen.
John Locke udgav værket Tanker om opdragelse i 1693.Her lægger han vægt på barnets udvikling af en moralsk karakter. Al opdragelse har fire hovedformål, som er dyd, visdom, dannelse og lærdom. Med Jean-Jacques Rousseaus (1712-1778) udgivelse af Emile i 1762 rettes blikket mod opdragelsen af barnet til et frit menneske.

### Dannelse
Dannelsen har været et centralt fokus i pædagogisk filosofi. Dannelse refererer til den proces, hvor en person udvikler intellektuelle, moralske og kulturelle kompetencer gennem uddannelse, erfaringer og personlig udvikling. Dannelse indebærer ofte udviklingen af kritisk tænkning, værdier, etik og en bred viden om verden.
Begrebet "bildung" stammer fra det tyske sprog og har en lang historie inden for filosofi og uddannelse. Det er tæt knyttet til den tyske oplysningsbevægelse og filosofi fra det 18. og 19. århundrede og er mest kendt for sit bidrag til dannelsesfilosofien. Den tyske filosof Johann Gottfried Herder spillede en vigtig rolle i udviklingen af begrebet "bildung". Han betragtede dannelse som en proces med personlig og kulturel vækst, hvor individet stræber efter selvrealisering og etiske dyder.
Den vigtigste danske dannelsestænker var Johan Nicolai Madvig (1804-1886), som var klassisk filolog og politiker. Hans dannelsestanker var et forsøg på at forene den klassiske historiske dannelse med den moderne, både sproglige, nationale og naturvidenskabelige dannelse.

### Samfund og politik
Den pædagogiske filosofi har haft en forbindelse til den politiske filosofi siden antikken. Flere store filosoffer som Platon, Jean-Jacques Rousseau og John Dewey har kigget på den forbindelse. Vigtige retninger er blandt andet republikanisme, kosmopolitisme og marxisme samt kritisk teori og anarkisme.
Anne Marie Eggert Olsen viser i bogen At forandre verden, hvordan den oldgræske filosof Platon mente, at staten skulle varetage opdragelse af borgerne.
John Dewey betragtes som en af de vigtigste pædagoger i historien. Han lagde vægt på, at eleverne blev uddannet i demokrati og den kritiske tænkning, der ville gavne samfundet.
Desuden har socialanalytikeren Lars-Henrik Schmidt udgivet bogen Diagnosis 3, der kigger samfundsdiagnosticerende på det sociale i det pædagogiske. Socialanalytikkens ærke-kiasme er en artikulation af det sociale træf som konfliktuel gemenhed såvel som gemen konfliktualitet.

### Etik
Etik i uddannelse omhandler moralske principper og værdier, der styrer uddannelsespraksis. Den undersøger spørgsmål om, hvad der er rigtigt og forkert i uddannelse, pædagogernes rolle som moralske agenter og de etiske implikationer af forskellige undervisningsmetoder og politikker. I Danmark har blandt andre Merete Wiberg og Carsten Fogh Nielsen beskæftiget sig særligt med etik i pædagogik.

### Epistemologi
Dette emne fokuserer på videns natur og hvordan, den erhverves. Den udforsker spørgsmål om kilderne til viden, kriterierne for sandhed og forholdet mellem tro og beviser i uddannelsessammenhæng. Vigtige retninger er blandt andet positivisme, analytisk filosofi, strukturalisme, hermeneutik og poststrukturalisme.

### Metafysik
Dette område omhandler grundlæggende spørgsmål om virkelighedens natur og eksistens. Hvad er formålet med uddannelse? Hvad er målet med undervisning og læring? Hvilken rolle spiller uddannelse i at forme menneskelig identitet og eksistens?

### Ontologi
Pædagogisk filosofi berører også ontologiske spørgsmål om, hvad det vil sige at være, og hvordan denne forståelse påvirker uddannelsesprocessen. Hvad er naturen af menneskelig væren? Hvordan påvirker denne forståelse uddannelsesmål og -praksis?

## Retninger

### Feminisme
Internationalt har især den amerikanske feministiske filosof Nel Noddings gjort sig bemærket. Hendes bog Pædagogisk filosofi er oversat til dansk. Nel Noddings har desuden skrevet om den feminine tilgang til omsorgens etik og moralske pædagogik. Hun mener, at omsorg er selve grundlaget for etik, hvilket er blevet overset i maskuline tilgange. Omsorgen spiller også en vigtig rolle i hendes pædagogiske filosofi, og omsorgens pædagogik må være selve kernen i forholdet mellem lærer og elev. Læreren må således drage omsorg for elevens behov, velfærd og velbefindende.
En anden vigtig feministisk pædagogisk filosof er amerikaneren Jane Roland Martin. Hun har gjort op med den traditionelle pædagogiske filosofi, som hun ikke mener inkluderer kvinders problemstillinger i pædagogik og uddannelse. Hun mener, at spørgsmål om køn skal indgå i forståelsen af viden og pædagogiske mål.
Feministisk pædagogik er til dels pædagogik, der er baseret på eller anvendelse af feministisk filosofi  . I feministisk pædagogik har følelser, identitet og det sociale stor betydning, og der fokuseres på kvinders frigørelse. Meget feministisk pædagogik forsøger således at nedbryde klassiske magtstrukturer i undervisningen. Noget af den feministiske pædagogik er i den forbindelse baseret på Paulo Freire og den kritiske pædagogik. Den feministiske pædagogik findes hos den amerikanske lærer Ileana Jiménez. Hun taler blandt andet for, at uddannelser skal give plads til LGBT-personer og -litteratur. For hende har undervisningen et mål om at fremme social retfærdighed. Et andet navn er filosoffen Card Claudia. Hun bruger den feministiske pædagogik i sin undervisning på universitetet, hvor de studerende sidder i rundkreds og diskuterer deres erfaringer med køn og sexisme. En tredje vigtig repræsentant er den amerikanske filosof bell hooks, der mener, at lærere skal mindske brug af magt og kontrol. Der skal således være en ligeværdig magtbalance i undervisningen, der gør op med undertrykkende strukturer. Hendes pædagogik er både kritisk, feministisk og anti-kolonialistisk. Både lærere og elever skal undersøge og kritisere stereotype forestillinger om køn, seksualitet og race mv. og skabe fællesskab. Særlige områder har blandt andet været identitet, feministisk opdragelse, feministisk dannelse, feministisk livskunst, feministisk læring, feministisk undervisning, feministisk kunstpædagogik og Black Queer Feminist-pædagogik
Skandinaviske repræsentanter for den feministiske tilgang til pædagogisk filosofi omfatter blandt andet Sheila Bakshi. Hun har formidlet de pædagogiske erfaringer fra de svenske feminister Gender troubles.

### Queerteori
Queer-tilgang til pædagogisk filosofi og pædagogik er blandt andet baseret på Judith Butler og Michel Foucault samt marxisme og kritisk teori. Tilgangen ser på identiteter omkring køn og seksualitet og sætter fokus på at gøre op med heteronormative strukturer i undervisning og på uddannelse. Queer-pædagogikken er normkritisk og gør også op med, at det ciskønnede er normen i klasserummet. Således skal læreren kunne tage højde for, at nogle elever ikke identificerer sig med det biologiske mande- og kvindekøn og for eksempel ikke kun bruge “han” og “hun” som betegnelser om eleverne. Queer pædagogikken er filosofisk, idet den fokuserer på at fremme elevernes kritiske bevidsthed om normer.
Queer-pædagogik er blandt andet repræsenteret af Cris Mayo, der er direktør for The LGBTQ+ Center ved West Virginia University i USA, hvor hun også er professor i kvinde- og kønsstudier. Mayo udgav i 2019 bogen Queer Pedagogies, der både ser på den teoretiske og praktiske side af Queer-pædagogikken. Bogen kigger på betydningen og praktiseringen af queer-pædagogik inden for forskellige uddannelsesmæssige sammenhænge. Desuden arbejder den med spørgsmål, der er relateret til politik. Tidligere har Mayo i 2013 udgivet bogen LGBTQ Youth and Education: Policies and Practices, der giver anbefalinger til praksis. En anden vigtig figur er Damiano Finah, der i 2018 udgav bogen The Dance of Eros and Thanatos: Butoh and Queer Pedagogy. Denne bog introducerer en filosofisk tilgang til queer-pædagogik. Hendes metode har blik for at give en mulighed for, at mennesket kan få et frit udtryk for den sandhed, som hver organisme genkender i sin egen dybde i en dans mellem Erosog Thanatos. Queer-pædagogik er beslægtet med: (1) Normkritisk pædagogik der er kritisk over for efterleven af undertrykkende normer i uddannelse.(2) Kønspædagogikken, der i bredere forstand sætter køn på den pædagogiske dagsorden
Der er opstået flere perspektiver på pædagogik og uddannelse, der gør op med arven fra kolonitiden. Grundtanken er, at arven fra kolonialismen fortsat påvirker pædagogik og uddannelse i Vesten. Derfor må nye perspektiver gøre op med de historiske uretfærdigheder.

### Anarkisme
Judith Susissa giver i Anarchy and Education en filosofisk redegørelse for den anarkistiske tradition for om pædagogik og uddannelse. Selvom kun få anarkistiske tænkere skrev systematisk om pædagogik og uddannelse, rekonstruerer bogen den anarkistiske pædagogik ud forskellige etiske, filosofiske og populære skrifter. Bogen trækker på anarkistteoretikere som Mikhail Bakunin, Peter Kropotkin og Proudhon, Noam Chomsky, Paul Goodman, Daniel Guerin og Colin Ward.

### Marxisme
Noget pædagogisk filosofi er baseret på marxisme og har et materialistisk livssyn. I Danmark er tilgangen blandt andet repræsenteret af Anne-Marie Eggert Olsen
Marxisme er en socioøkonomisk og politisk teori udviklet af Karl Marx og Friedrich Engels i midten af det 19. århundrede. Den tjener som grundlaget for kommunismens ideologi. Marxismen analyserer og kritiserer det kapitalistiske system, dets iboende modsætninger og de sociale uligheder, det genererer.
Den marxistiske pædagogiske filosofi er en teori og tilgang til pædagogik, der er baseret på Karl Marx og Friedrich Engels, grundlæggerne af marxismen. Den betragter pædagogik og uddannelse som en grundlæggende komponent i samfundet og analyserer, hvordan uddannelsessystemer og institutioner påvirkes af den større socioøkonomiske struktur.
Marxismen er en metode til at analysere pædagogik og uddannelse, som mener, at udviklingen af pædagogikken og uddannelsessystemerne er formet af de materielle forhold og klasseforhold i et samfund. Historisk materialisme er herunder ideen om, at produktionsmåden og de resulterende klassekampe påvirker alle aspekter af menneskelivet, inklusive uddannelse.
En af grundtankerne er, at pædagogik både kan reproducere kapitalismen og har potentialet til at underminere den. Marxistiske teoretikere hævder således, at pædagogik og uddannelse kan fungere som et redskab til reproduktion af klasseulighed. De hævder, at uddannelsessystemet i kapitalistiske samfund ofte fastholder den herskende klasses dominerende ideologi og værdier, og forbereder arbejderklassens individer til deres fremtidige roller som arbejdere i stedet for at opmuntre til kritisk tænkning eller social mobilitet. Marxistisk pædagogisk filosofi lægger vægt på sammenhængen mellem teori og praksis. Den går ind for en uddannelse, der er relevant for arbejderklassens behov og har til formål at give individer mulighed for at udfordre undertrykkende sociale strukturer.
Marxistisk pædagogik er en pædagogisk tilgang baseret på marxismens principper og ideer. Den understreger uddannelsens rolle i at fremme kritisk tænkning, social bevidsthed og klassebevidsthed. Denne tilgang har til formål at udfordre den dominerende sociale orden og give eleverne mulighed for at forstå og udfordre sociale uligheder. Den kritiserer ofte traditionelle uddannelsessystemer for at fastholde klasseopdelinger og søger at fremme et mere retfærdigt og transformativt læringsmiljø.

### Kritisk teori og kritisk pædagogik
Noget pædagogisk filosofi er baseret på kritisk teori og i Danmark er tilgangen blandt andet repræsenteret af Anne-Marie Eggert Olsen og Asger Sørensen samt Per Jepsen.
Den mest kritiske tilgang til pædagogisk filosofi er ofte forbundet med kritisk teori og dens forskellige udløbere. Kritisk teori er en filosofisk og sociologisk ramme, der søger at undersøge og udfordre de underliggende strukturer af magt, undertrykkelse og ulighed i samfundet. Inden for pædagogisk filosofi analyserer kritisk teori magtstrukturer og uligheder i samfundet og opmuntrer undervisere til at fremme social retfærdighed og lighed i uddannelse.
Når den anvendes i pædagogik og uddannelse, omtales den kritiske tilgang almindeligvis som kritisk pædagogik, der måske er den mest kontroversielle tilgang til pædagogik. Den særlige kritiske pædagogik blev grundlagt af den brasilianske filosof Paulo Freire som et modsvar til undertrykkelse. Kritisk pædagogik udfordrer traditionelle uddannelsesstrukturer og lægger vægt på undersøgelsen af magtdynamikker og sociale uligheder inden for uddannelsessystemet. Den tilskynder eleverne til at stille spørgsmålstegn ved autoriteter, analysere samfundsnormer kritisk og blive i stand til at skabe forandringer. Fortalere hævder, at dette giver eleverne mulighed for at tænke kritisk og fremmer en følelse af socialt ansvar. Målet er at fremme elevernes kritiske bevidsthed med henblik på at give dem mulighed for frigørelse: Det er ikke nok at leve et materielt og tilpasset liv, man må dannes til at blive kritisk samfundsborger.

### Antroposofi
Antroposofisk pædagogisk filosofi er en pædagogisk tilgang, der er baseret på filosofien udviklet af Rudolf Steiner, en østrigsk filosof, kunstner og pædagog. Antroposofisk pædagogik er en del af den bredere antroposofiske bevægelse, der også omfatter områder som kunst, arkitektur, landbrug og medicin. Antroposofisk pædagogik betoner helhedssynet og anerkender, at uddannelse skal tage hensyn til både intellektuelle, kunstneriske og praktiske aspekter af et barns udvikling. Der er fokus på at udvikle alle aspekter af individet: krop, sjæl og ånd. Pædagogikken sigter mod at fremme den individuelle udvikling af hvert barn. Lærere i antroposofisk pædagogik forsøger at tilpasse undervisningen til hvert barns særlige behov og rytmer.

### Psykoanalyse
Psykoanalysen er en retning, der blev grundlagt af den østrigske læge Sigmund Freud. Psykoanalysen tager udgangspunkt i en antagelse om, at mennesket til dels er motiveret af det ubevidste.
Psykoanalytisk pædagogisk filosofi er psykoanalyse i pædagogisk filosofi. Dette perspektiv findes i K. Daniel Chos bog Psychopedagogy.
I Danmark er tilgangen repræsenterer af Kirsten Hyldgaard, der har skrevet bogen Pædagogiske umuligheder: Psykoanalyse og pædagogik. Heri går hun i rette med tanken om, at der kan opstilles klare mål for undervisningen, der bør have en psykoanalytisk forståelse for den pædagogiske relation.

### Socialanalytik
Socialanalytikken er et teoretisk perspektiv, der er udviklet af Lars-Henrik Schmidt og blevet videreført af Jens Erik Kristensen. Tilgangen beror på samtidsdiagnose og ser det pædagogiske forhold som et særligt socialt forhold. Den pædagogiske dimension findes blandt andet i Lars-Henrik Schmidts bog Diagnosis 3.

### Postmodernisme
Postmodernisme er en filosofisk og kulturel bevægelse, der opstod i slutningen af det 20. århundrede og udfordrede og kritiserede modernitetens grundlæggende antagelser, værdier og overbevisninger. Tilgangen bliver ofte forbundet med filosoffer som Jean Francois Lyotard og Jean Baudrillard. Inden for pædagogisk filosofi stiller postmodernismen kritiske spørgsmålstegn ved traditionelle pædagogiske praksisser, udfordrer faste fortællinger og fremmer forskellige perspektiver og videnkilder.

### Pragmatisme
Pragmatisme er en filosofisk tilgang, der opstod i USA i slutningen af det 19. og begyndelsen af det 20. århundrede. Den bliver ofte forbundet med filosoffer som Charles Sanders Peirce, William James og John Dewey. Pragmatisme understreger de praktiske konsekvenser af ideer og handlinger, med fokus på deres anvendelighed og effektivitet i virkelige situationer. Inden for pædagogisk filosofi lægger pragmatismen vægt på praktisk og relevans i uddannelse, og forbinder læring med virkelige oplevelser og problemløsning. I Danmark har blandt andre Oliver Kauffmann og Jørgen Huggler skrevet om John Deweys pædagogiske filosofi.

### Progressivisme
Progressivisme, udviklet af pædagogen John Dewey, fremhæver betydningen af erfaring og elevcentreret undervisning. Det vægter læring gennem problemløsning, projekter og samarbejde og understreger tilpasning til samfundets skiftende behov.

### Kosmopolitisme
Kosmopolitisme lægger vægt på ideen om globalt medborgerskab og sammenhængen mellem alle individer på tværs af verden. Inden for pædagogisk filosofi fremmer kosmopolitisme et inkluderende og globalt perspektiv på læring. Den antyder, at uddannelse ikke bør begrænses af geografiske eller kulturelle grænser og bør sigte mod at fremme en følelse af ansvar og empati over for alle mennesker, uanset deres nationalitet eller baggrund. En vigtig dansk repræsentant var Peter Kemp.

### Analytisk filosofi
Analytisk filosofi er en filosofisk tilgang, der er kendetegnet ved dens vægt på præcision, klarhed og logisk analyse i filosofiske undersøgelser. Selvom analytisk filosofi traditionelt har haft mere indflydelse inden for filosofi og sprogvidenskab, har den også haft indflydelse på pædagogisk filosofi.
I pædagogisk filosofi refererer analytisk filosofi til anvendelsen af analytiske metoder og tænkning til at undersøge spørgsmål relateret til uddannelse og undervisning. Den analytiske tilgang fremhæver nøjagtige definitioner, logisk ræsonnement og en skarp forståelse af begreber og argumenter.

### Miljø- og klimafilosofi
Pædagogisk filosofi er til de grundlæggende tanker og ideer om pædagogik og uddannelse, mens miljøfilosofi og klimafilosofi omhandler fundamentale spørgsmål og principper vedrørende miljøet og klimaet. Når man kombinerer disse to områder, søger pædagogisk filosofi i miljø- og klimafilosofi at udforske, hvordan uddannelse kan spille en rolle i at fremme bæredygtighed og en ansvarlig holdning til miljøet. Uddannelse bør fremme bevidsthed og forståelse af miljøproblemer og klimaforandringer. Dette kan omfatte undervisning om grundlæggende økologiske principper, klimavidenskab, og konsekvenserne af menneskelig aktivitet på miljøet. En vigtig dansk repræsentant er Sune Frølund.
Økologisk pædagogik inkorporerer herunder miljømæssige bekymringer i uddannelsesprocessen. Den søger at fremme bæredygtig praksis og en forståelse af forbindelsen mellem mennesker og naturen.

### Republikanisme
Republikansk pædagogisk filosofi fokuserer på at uddanne borgere, der er aktive, ansvarlige og engagerede i samfundet. Den betoner samfundsinteresser, udvikling af karakterdyder og deltagelse i det demokratiske samfunds processer. Uddannelse ses som en vej til frihed og selvbestemmelse, hvor eleverne ikke blot tilegner sig færdigheder, men også bemyndiges til at bidrage positivt til samfundet.

### Fænomenologi
Fænomenologi i pædagogisk filosofi er en tilgang, der stammer fra den filosofiske retning kaldet fænomenologi. Fænomenologi fokuserer på direkte oplevelse og bevidsthed om fænomener, dvs. de ting, der opfattes, i modsætning til at analysere dem gennem teoretiske eller abstrakte koncepter. Når denne tilgang anvendes inden for pædagogisk filosofi, handler det om at forstå og beskrive den direkte erfaring af undervisning og læring.

### Eksistentialisme
Eksistentialisme i pædagogisk filosofi er en tilgang inden for uddannelsesfilosofi, der trækker på eksistentielle filosoffers ideer og fokuserer på betydningen af individets personlige oplevelser, frihed og ansvar i uddannelsesprocessen. Eksistentialismen er en filosofisk retning, der fremhæver individets frihed, valg og ansvar som centrale elementer i menneskelivet. Når disse ideer anvendes på pædagogik, betyder det at betone værdien af at erkende og respektere den enkelte studerendes unikke oplevelser og at opmuntre dem til at tage ansvar for deres egen uddannelsesmæssige rejse.

## Pædagogiske tænkere

### Jean-Jacques Rousseau
Jean-Jacques Rousseau, den schweizisk-franske filosof fra det 18. århundrede, havde en indflydelsesrig pædagogisk filosofi, der blev præsenteret i hans værk Emile, eller Om opdragelse, udgivet i 1762. Han argumenterede for at lade barnet udvikle sig naturligt og understregede vigtigheden af erfaring og frihed i uddannelse.
Rousseau satte fokus på barnets behov og interesser og dannede grundlaget for romantisk pædagogik. Hans pædagogiske tanker havde stor indflydelse på senere pædagoger og har fortsat betydning i uddannelsesdebatter.

### Immanuel Kant
Kant's pædagogiske filosofi er de pædagogiske tanker og idéer, der er udviklet af den tyske filosof Immanuel Kant (1724-1804). Kant er kendt for sine betydelige bidrag til filosofi, især inden for områder som etik, epistemologi og metafysik. Hans pædagogiske filosofi er en integreret del af hans bredere filosofiske system og er beskrevet i hans værker som "Om pædagogik" (fra 1803) og andre skrifter.
Kant betonede vigtigheden af individets autonomi, hvilket betyder evnen til at tænke og handle uafhængigt. Han mente, at uddannelse skulle fremme denne autonomi ved at hjælpe individer med at udvikle deres evner til selvstændig tænkning og beslutningstagning.
Kant mente, at det vigtigste mål med uddannelse var dannelse af karakter. Dette indebærer udviklingen af moralske og etiske værdier, der guider en persons handlinger. Uddannelse skulle fremme dyder som retfærdighed, ansvarlighed og pligt

### Johann Heinrich Pestalozzi
Pestalozzi (1746-1827) var en schweizisk pædagog, der anses for at være en af grundlæggerne af moderne pædagogik. Han fokuserede på en mere humanistisk og holistisk tilgang til uddannelse og understregede vigtigheden af følelsesmæssig udvikling.

### Johann Friedrich Herbart
Johann Friedrich Herbart (1776-1841) var en tysk filosof og pædagog, der betragtes som en af grundlæggerne af det pædagogiske system kaldet Herbartianism. Han gjorde betydelige bidrag til pædagogisk teori og praksis, og hans tanker har haft en vedvarende indflydelse på uddannelsesfeltet.

### Alfred North Whitehead
Alfred North Whitehead (1861-1947) var en britisk matematiker og filosof, der også gjorde betydelige bidrag til pædagogisk filosofi. Han er mest kendt for sit samarbejde med John Dewey og deres udvikling af "progressiv pædagogik". Whitehead betonede vigtigheden af en uddannelse, der fokuserede på at udvikle evner og forståelse snarere end blot overførsel af viden.

### Rudolf Steiner
Rudolf Steiner (1861-1925) var en østrigsk filosof, pædagog og esoteriker, bedst kendt for sin udvikling af antroposofien og den uddannelsesmetode, der er kendt som Waldorf-pædagogik. Steiner udviklede sin pædagogiske filosofi og metode som en del af sin bredere antroposofiske tænkning, der omfattede filosofi, spiritualitet, kunst og videnskab.
Steiner mente, at uddannelse skulle være en holistisk proces, der fokuserer på udviklingen af hele individet - fysisk, følelsesmæssigt, intellektuelt og åndeligt. Han argumenterede for, at uddannelsen skal fremme harmoni mellem kroppen, sjælen og ånden. Steiner anerkendte, at hvert individ er unikt, og at uddannelsen bør tilpasses den enkeltes evner og behov. Han var imod standardiserede tests og vurderinger og understregede i stedet lærerens evne til at forstå og støtte hvert barn.

### Maria Montessori
Maria Montessori, en italiensk læge og pædagog, grundlagde montessori-pædagogikken. Hendes tilgang fokuserer på selvstyret læring og respekt for barnets naturlige udvikling.

### John Dewey
John Dewey (1859-1952) var en amerikansk filosof, psykolog og pædagog, der havde en betydelig indflydelse på pædagogik og uddannelse. Dewey fremhævede vigtigheden af, at uddannelse skulle være baseret på elevernes egne erfaringer. Han mente, at læring opstår, når eleverne deltager aktivt i at undersøge og forstå verden omkring dem. Dette indebærer praktisk, hånds-on læring og eksperimentering.
Dewey troede på, at skolen skulle fungere som et demokratisk samfund i miniformat, hvor eleverne lærer at deltage aktivt i beslutningstagning og samarbejde. Han mente, at dette ville forberede dem til at deltage i det demokratiske samfund som aktive borgere.

### William Edward Burghardt Du Bois
W.E.B. Du Bois (1868-1963) var en afroamerikansk sociolog, historiker, borgerrettighedsforkæmper og en af grundlæggerne af National Association for the Advancement of Colored People (NAACP). Han lavede betydningsfulde bidrag til samfundsvidenskaberne og bidrog til at skabe bevidsthed om raceforhold og social retfærdighed. Du Bois skrev også om uddannelse og betonede vigtigheden af både praktisk og intellektuel uddannelse for at opnå fuldstændig ligestilling.

### Alexander Sutherland Neill
Alexander Sutherland Neill (1883-1973) var en skotsk pædagog og forfatter. Han er bedst kendt for at være grundlæggeren af Summerhill School i England, en skole baseret på principper om frihed og demokrati inden for uddannelse. Neill troede på, at børn ville trives bedst i en atmosfære præget af frihed og respekt for deres individuelle behov og interesser.

### Hannah Arendt
Hannah Arendt (1906-1975) var en tysk-amerikansk politisk teoretiker, som integrerede politiske og filosofiske ideer i hendes pædagogiske tænkning. Hun understregede betydningen af handling, fortælling og den offentlige sfære i uddannelse.

### Paulo Freire
Paulo Freire (1921-1997) var en brasiliansk pædagog og filosof, der er kendt for sin indflydelsesrige pædagogiske filosofi, der kaldes "bevidstgørelsespædagogik" eller "kritisk pædagogik." Hans arbejde har haft en betydelig indflydelse på uddannelsespraksis og teori over hele verden.
Kernen i Freires filosofi er bevidstgørelse (eller "conscientização" på portugisisk). Han argumenterede for, at uddannelse skulle hjælpe eleverne med at blive bevidste om de sociale, politiske og økonomiske strukturer, der former deres liv. Dette omfatter at erkende og udfordre undertrykkelse og ulighed.
Freire fremhævede vigtigheden af at udvikle kritisk tænkning blandt eleverne. Han mente, at uddannelse skulle hjælpe dem med at stille spørgsmålstegn ved og udfordre eksisterende normer og strukturer samt opmuntre dem til at blive aktive samfundsborgere.

### Wolfgang Klafki
Wolfgang Klafki (1927-2016) var en tysk pædagog og didaktiker, der beskæftigede sig med pædagogisk teori og filosofi. Han var ikke kun en uddannelsespraktiker, men også en betydningsfuld pædagogisk teoretiker. Klafki har haft en væsentlig indflydelse på pædagogisk tænkning og praksis, især inden for didaktik, som er studiet af undervisningens struktur og metoder.

### Audre Lorde
Audre Lorde (1934-1992) var en amerikansk digter og aktivist, der skrev om emner som race, køn og seksualitet. Hun har bidraget til feministisk pædagogik med sine tanker om intersektionalitet og vigtigheden af at anerkende og adressere forskellige former for undertrykkelse i uddannelse.

### Nel Noddings
Nel Noddings er en amerikansk filosof, der især er kendt for sine bidrag til etik og pædagogik. Hendes arbejde har fokuseret på etik i uddannelse, omsorgsetik og kvindelig etik.
Nel Noddings har herunder udviklet teorien om omsorgsetik, der lægger vægt på betydningen af omsorg og forholdet mellem lærere og elever. Ifølge Noddings er et etisk forhold baseret på gensidig omsorg og forståelse afgørende for effektiv læring. Hun har også argumenteret for, at pædagoger og uddannelsessystemer bør prioritere udviklingen af karakter og følelsesmæssig intelligens hos eleverne.

### Jane Roland Martin
Jane Roland Martin er en amerikansk filosof, der har bidraget til uddannelsesdebatten med hendes tanker om pædagogik. Hendes pædagogiske filosofi har fokus på humanisme og betydningen af personlig vækst og autonomi inden for uddannelse. Jane Roland Martin er kendt for sin humanistiske tilgang til uddannelse. Hun understreger betydningen af at anerkende og værdsætte individualiteten hos hver elev. Hendes filosofi går ud på at skabe et undervisningsmiljø, der styrker den enkeltes personlige vækst og udvikling.
Martin lægger vægt på vigtigheden af at fremme elevens autonomi og selvudvikling. Hun mener, at uddannelse skal give eleverne redskaber og muligheder for at tage ansvar for deres eget læringsforløb og udvikling. Dette inkluderer at støtte elevernes evne til selvrefleksion og kritisk tænkning.
En anden central idé i Martins pædagogiske filosofi er betydningen af dialog og fællesskab i undervisningen. Hun mener, at uddannelse ikke kun er en ensidig overførsel af viden fra lærer til elev, men derimod en interaktiv proces, hvor dialog og samarbejde spiller en afgørende rolle.

### bell hooks
bell hooks (skrevet med små bogstaver) er en amerikansk feministisk teoretiker og pædagog. Hun har skrevet bøger som Feminist Theory: From Margin to Center og Teaching to Transgress, der udforsker forholdet mellem uddannelse og feminisme. Hooks betoner vigtigheden af at integrere feministiske perspektiver i uddannelsespraksis og skabe inkluderende læringsmiljøer.

### Martha Nussbaum
Martha Nussbaum er en amerikansk filosof og filosofiprofessor. Hun har leveret betydelige bidrag til etik og politisk filosofi. Nussbaum har også haft indflydelse på pædagogisk filosofi og har diskuteret emner som dannelse af borgere, humaniora i uddannelse og betydningen af følelsesmæssig intelligens.

## Kritik af pædagogisk filosofi
Kritikken af pædagogisk filosofi kan komme fra forskellige vinkler og kan tage forskellige former afhængig af perspektivet. Her er nogle centrale kritikpunkter:

### For afkoblet fra den virkelige verden
En central kritik er, at pædagogisk filosofi ofte er udviklet og bliver diskuteret inden for akademiske rammer, hvilket kan skabe en afkobling fra den virkelige verden og de praktiske behov i uddannelsessektoren. Filosofiske diskussioner kan være meget teoretiske og abstraherede, hvilket kan gøre det svært for praktikere at se relevansen og anvendeligheden i deres daglige arbejde.

### For akademisk
Pædagogisk filosofi benytter sig ofte af komplekst og specialiseret sprog med hyppig brug af akademiske referencer, som kan være utilgængeligt for dem udenfor akademiske kredse. Dette kan skabe en barriere for lærere, pædagoger og andre interessenter, som måske ikke har den filosofiske baggrund til at forstå eller anvende de teoretiske indsigter.

### For intellektuel
Der er en opfattelse af, at pædagogisk filosofi er for intellektuel og fokuserer for meget på teoretiske spørgsmål og ikke nok på praktiske problemer og løsninger. Kritikere mener, at mens filosofiske diskussioner om uddannelsens mål og formål er vigtige, er det lige så vigtigt at udvikle konkrete strategier, der kan forbedre undervisning og læring i praksis. Disse kritikere mener, at pædagogisk filosofi er for teoretisk og ikke tilstrækkeligt fokuseret på konkrete pædagogiske praksisser. Denne kritik påpeger, at filosofiske diskussioner ofte kan virke fjerne fra de daglige udfordringer, som lærere og pædagoger står overfor i klasseværelset eller i pædagogiske institutioner.

### Irrelevant
Filosofiske diskussioner om uddannelse kan blive så abstrakte, at de mister deres relevans for praktiske anvendelser. For eksempel kan diskussioner om begreber som "dannelse" eller "frihed" blive så omfattende og dybtgående, at de ikke giver retningslinjer for undervisningsmetoder eller pædagogiske strategier.

### Elitær
Pædagogisk filosofi kritiseres også for at være elitær, idet den ofte udvikles og formidles af akademikere, der har en bestemt uddannelsesmæssig og intellektuel baggrund. Dette kan føre til en følelse af eksklusion blandt praktikere og andre, der arbejder inden for uddannelse, men som ikke har den samme akademiske baggrund. Der er en kritik om, at pædagogisk filosofi er for elitær, både i sit sprogbrug og i sin tilgang. Dette kan gøre det svært for praktikere og en bredere offentlighed at tilgå og forstå de filosofiske diskussioner, hvilket kan give en kløft mellem teoretikere og praktikere.